# Workin' Day and Night
"Working Day and Night" é uma canção do artista americano de gravação Michael Jackson. É a terceira faixa de seu quinto álbum de estúdio, Off the Wall em 1979. A canção foi escrita e produzida por Jackson. Apesar de não ser divulgado como single, tem sido executada frequentemente em rádio e nos filmes, tornando-se uma das canções mais populares de Jackson. Jackson também já a interpretou ao vivo. Também é apresentado no videogame, Michael Jackson: The Experience. A canção tinha sido sampleada por vários artistas. Foi remixada e lançada no álbum remix/trilha sonora, Immortal em 2011. Em 2014, o produtor Timbaland, sampleou a percussão e a respiração da música e sampleou-as na versão dupla de "Love Never Felt So Good" (dueto com Justin Timberlake); O dueto foi lançado como single da Xscape.

## Background
"Working Day and Night" foi escrita por Michael Jackson e gravada para o álbum de estúdio Off the Wall lançado em agosto de 1979.  A canção não foi lançada como single, mas como o lado B para "Rock with You" nos Estados Unidos e lado para "Off the Wall" no Reino Unido. canção  tem um ritmo de 128 batidas por minuto, tornando-se uma das canções mais rápidas de Jackson..

## Performances ao vivo
Working Day and Night "foi realizado por ambos nas turnês de The Jacksons, e em dois dos dois primeiros shows da série de shows mundiais de Michael Jackson como artista solo.
A canção foi apresentada na Triumph Tour dos Jacksons em 1981 e na Victory Tour em 1984. Nas turnês individuais de Michael Jackson, a canção foi tocada ao vivo na Bad World Tour de 1987-1989 e as duas primeiras da Dangerous World Tour em 1992.
Uma versão ao vivo, gravada em um dos concertos de The Jacksons no Madison Square Garden em 1981, foi lançada como uma faixa para o álbum ao vivo The Jacksons Live!. Em 2001, a gravação demo original da canção lançada como uma faixa bônus na edição especial expandida de Off the Wall. O vídeo de performance ao vivo no Jackson's Dangerous World Tour em Bucareste, Romênia, em 1 de outubro de 1992, foi apresentado no DVD do box The Ultimate Collection em 2004, e um concerto ao vivo Live DVD in Bucharest: The Dangerous Tour in 2005. Em 2012, uma versão de áudio e vídeo ao vivo da canção realizada durante o Bad World Tour foi lançada na edição deluxe de Bad 25 e no concerto Live DVD em Wembley 16 de julho de 1988. A canção foi remixada e lançada na trilha sonora da Michael Jackson: The Immortal World Tour do Cirque du Soleil em 2011.

## Créditos
- Composta e escrita por Michael Jackson[1]
- Produzida por Quincy Jones
- Co-Produzida por Michael Jackson
- Voz principal e background vocals: Michael Jackson
- Baixo : Louis Johnson
- Bateria: John Robinson
- Guitarra: David Williams e Phil Upchurch
- Piano  elétrico e sintetizador: Greg Phillinganes
- Programação de sintetizado: Michael Boddicker
- Percussão : Paulinho Da Costa, John Robinson e Michael Jackson
- Metais arranjados por Jerry Hey tocados pela Seawind Horns:
  - Trumpete e fliscorne: Jerry Hey
  - Saxofones alto, tenor e flauta: Larry Williams
  - Saxofones baritono, tenor e flauta: Kim Hutchcroft
  - Trombone: William Reichenbach
  - Trumpete: Gary Grant
- Ritmo e arranjos vocal por Greg Phillinganes e Michael Jackson
- Arranjos vocais e percussivos por Michael Jackson

## Versões oficiais
- Album Version - 5:14
- Original Demo from 1978 - 4:10
- Immortal Version - 3:36
- Live at Triumph Tour por The Jacksons - 6:53
- Live at Wembley July 16, 1988 da Bad World Tour, disponível na edição de luxo de Bad 25 - 5:55

## Covers and samples
- Em 1983, George Duke sampleou a canção para a faixa "Overture" do álbum Guardian of the Light.[5]
- Em 1983, Alvin and the Chipmunks  gravaram um cover da canção para o episódio episódio "Uncle Harry" da primeira temporada de Alvin and the Chipmunks"
- Em 1999, Will Smith sampleou a canção para a faixa "Can You Feel Me" do sue álbum Willennium.[6]
- Em 1989, Richie Rich sampleou a canção para o single "Salsa House",[7] do álbum I Can Make You Dance.
- Em 2009, a irmã de Michael, Janet Jackson sampleou a canção para o single "Make Me" do seu álbum  de sucesso Number Ones.
- Em 2014, Timbaland sampleou a percussão e  respirações para o dueto póstumo entre Michael e Justin Timberlake na faixa "Love Never Felt So Good",  presente no álbum  Xscape